# Zoerab Tsereteli
Zoerab Konstantinovitsj Tsereteli (Georgisch: ზურაბ კონსტანტინეს ძე წერეთელი, Russisch: Зураб Константинович Церетели) (Tbilisi, 4 januari 1934 – Peredelkino, Moskou, 22 april 2025) was een schilder, architect en vooral beeldhouwer van Georgische origine, met de Russische nationaliteit. Sedert 1997 was Tsereteli voorzitter van de Academie voor Beeldende Kunsten te Sint-Petersburg. Tsereteli werd vooral bekend vanwege monumentale, naar de smaak van sommigen pompeuze, beeldhouwwerken.

## Levensloop
Van 1952 tot 1958 studeerde Tsereteli schilderkunst aan de Kunstacademie van Tbilisi. 
Hij is getrouwd geweest met prinses Andronikasjvili. Zij zou een rechtstreeks afstammelinge geweest zijn van een keizer van het Byzantijnse Rijk, Andronikos I Komnenos. Tsereteli was politiek omstreden. In de Sovjet-tijd stond hij betrekkelijk dicht bij de machthebbers, en hij steunde president Vladimir Poetin in zijn beleid met betrekking tot Oekraïne. Zo ondertekende hij in 2014 een steunbetuiging voor de Russische annexatie van het schiereiland de Krim.
Joeri Loezjkov, ex-burgemeester van Moskou, behoorde tot Tsereteli's vriendenkring, wat Tsereteli in die stad diverse opdrachten heeft opgeleverd. Ook met Eunice Kennedy Shriver was de kunstenaar bevriend. Zo kwam het dat hij een ondersteuner werd van de Special Olympics. Ook is Tsereteli sinds 1996 UNESCO Goodwill Ambassador. Tsereteli richtte in 1999 in Moskou een naar hem genoemde kunstgalerij op, een museum voor moderne kunst.
Tsereteli overleed in de nacht van 21 op 22 april 2025 aan een hartstilstand. Hij werd op 26 april 2025 naast zijn eerste vrouw begraven in het Didoebe Pantheon in de Georgische hoofdstad Tbilisi.

## Oeuvre

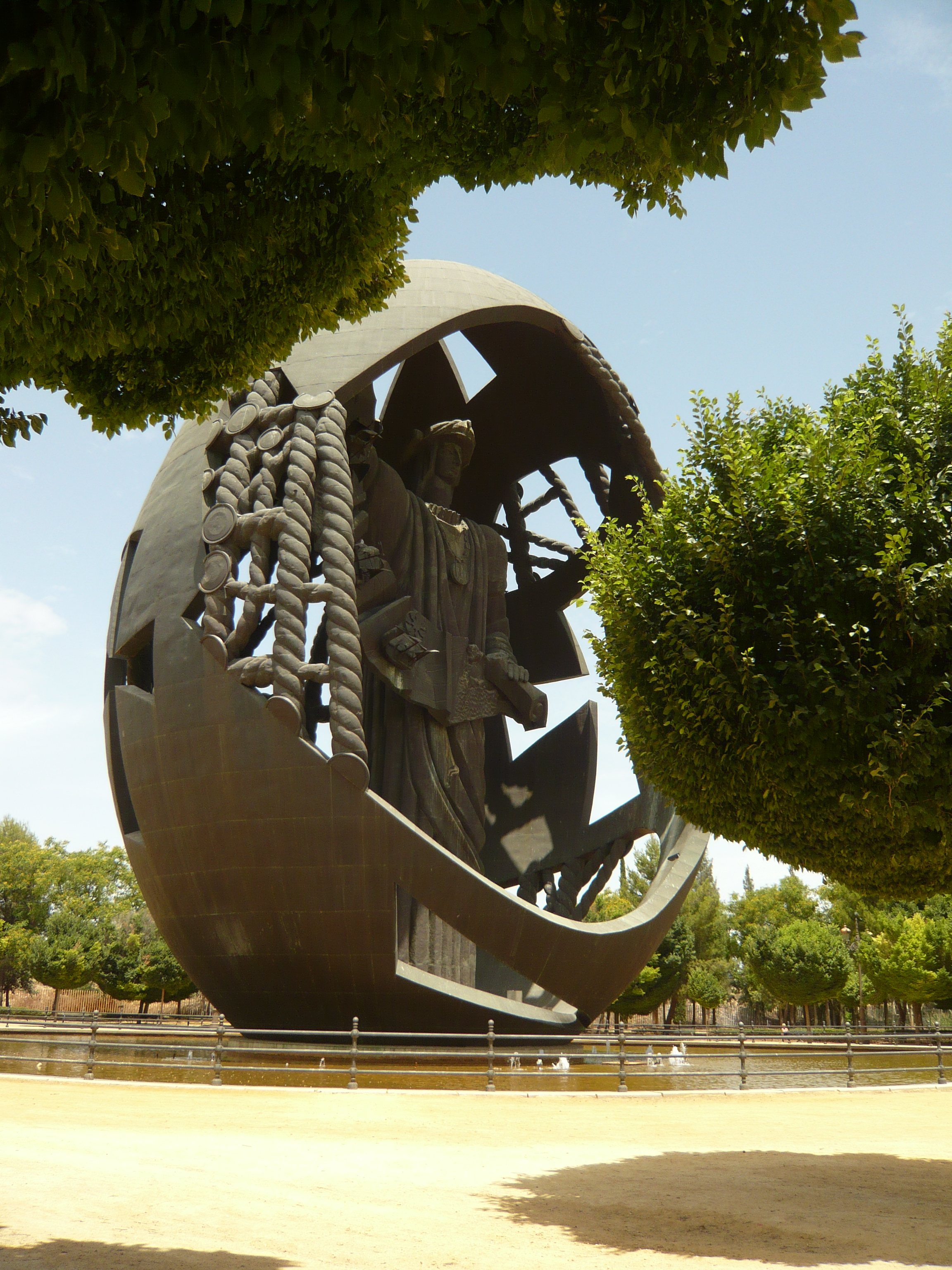
Monument ter ere van Columbus in Sevilla

- Joy and Happiness to All Children of the World, ingewijd in 1979 in Brockport (New York), ter gelegenheid van de daar in dat jaar gehouden Special Olympics.
- To the Struggle Against World Terrorism, ook wel Tear of Grief genaamd, ingewijd in 2006, ter herinnering aan de aanslagen op 11 september 2001, Bayonne (New Jersey).
- Monument Kroniek van Georgië (Sakartvelos Matiane), een 35 meter hoge tempelconstructie op een heuvel boven Tbilisi, die 3000 jaar Georgische geschiedenis uitbeeldt op bronzen en koperen reliefplaten die op de 16 tempelpilaren bevestigd zijn. Het monument werd in 1981 door Tsereteli ontworpen. De bouw begon in 1985 maar werd onaf gestaakt in 2003.
- Monument Eeuwige Vriendschap, opgericht in 1983 ter viering van de (Sovjet-)Russisch-Georgische vriendschap; in 1991 na de Georgische uittreding uit de Sovjet-Unie afgebroken.
- Tsereteli heeft vanaf 1992 meegewerkt aan het ontwerp voor de herbouw van de Christus-Verlosserkathedraal (Moskou).
- Good Defeats Evil (Het goede overwint het kwade), bronzen standbeeld van Sint-Joris die de draak verslaat; opgericht in 1990 voor het gebouw van het hoofdkantoor van de Verenigde Naties in New York; geschenk van de Sovjet-Unie aan de VN ter gelegenheid van de ontwapeningsverdragen; het 40 ton zware en 11,89 meter hoge werk is o.a. gemaakt van vernietigde SS-20- en Pershing-raketten.
- Oorlogsmonument in het Park Pobedy of Overwinningspark in Moskou, in 1995 in opdracht van Boris Jeltsin opgericht: een 141,8 m hoge obelisk voorzien van de namen van steden die in Rusland wegens hun bijdrage aan de strijd tegen nazi-Duitsland in de Tweede Wereldoorlog de eretitel Heldenstad verkregen, en met afbeeldingen van Sint-Joris en de Griekse overwinningsgodin Nikè.
- Monument nabij het Kremlin te Moskou voor tsaar Peter de Grote, onthuld in 1997, 94 m hoog, op een kunstmatig eilandje in de Moskwa; in 1992 oorspronkelijk bedoeld als monument voor Christoffel Columbus, maar door diverse Latijns-Amerikaanse landen geweigerd, en daarom door de kunstenaar van een nieuwe kop voorzien.
- Monument ter ere van Columbus in Sevilla, 46 m hoog, genaamd: Geboorte van een nieuwe mens; geschenk van Rusland aan Spanje, 1993; Columbus is afgebeeld in een groot opengewerkt ei; om die reden heeft het beeldhouwwerk de bijnaam Huevo de Colón (Ei van Columbus) gekregen.
- Monument ter ere van Columbus in Arecibo (Puerto Rico), genaamd Birth of the New World (Geboorte van de Nieuwe Wereld); 110 m hoog, oorspronkelijk bedoeld om in 1992, 500 jaar na Columbus' ontdekking van Amerika, in de Verenigde Staten te worden opgericht; daarna wilden diverse plaatsen in Puerto Rico het wel hebben, maar de middelen ontbraken daarvoor; uiteindelijk gebouwd van 2014 tot 2016 in Arecibo; de toeristische faciliteiten rondom het enorme beeld (een van de grootste op het Amerikaanse continent) hebben te lijden van de veelvuldige tropische stormen in het gebied.
- Monument voor Jozef Stalin, Franklin Delano Roosevelt en Winston Churchill, ter herinnering aan de Conferentie van Jalta uit 1945; in 2004 voltooid, bedoeld om in Jalta, op de Krim, op te richten, maar geweigerd door de autoriteiten van Oekraïne; na de Russische annexatie van het schiereiland de Krim alsnog in 2015 geplaatst.
- Tsereteli heeft meegewerkt aan het ontwerp van de herbouw van de Kathedraal van de Heilige Sava te Belgrado, en ontving daarvoor uit handen van de regering van Servië in 2020 een hoge onderscheiding.

## Standbeeld Johannes Paulus II

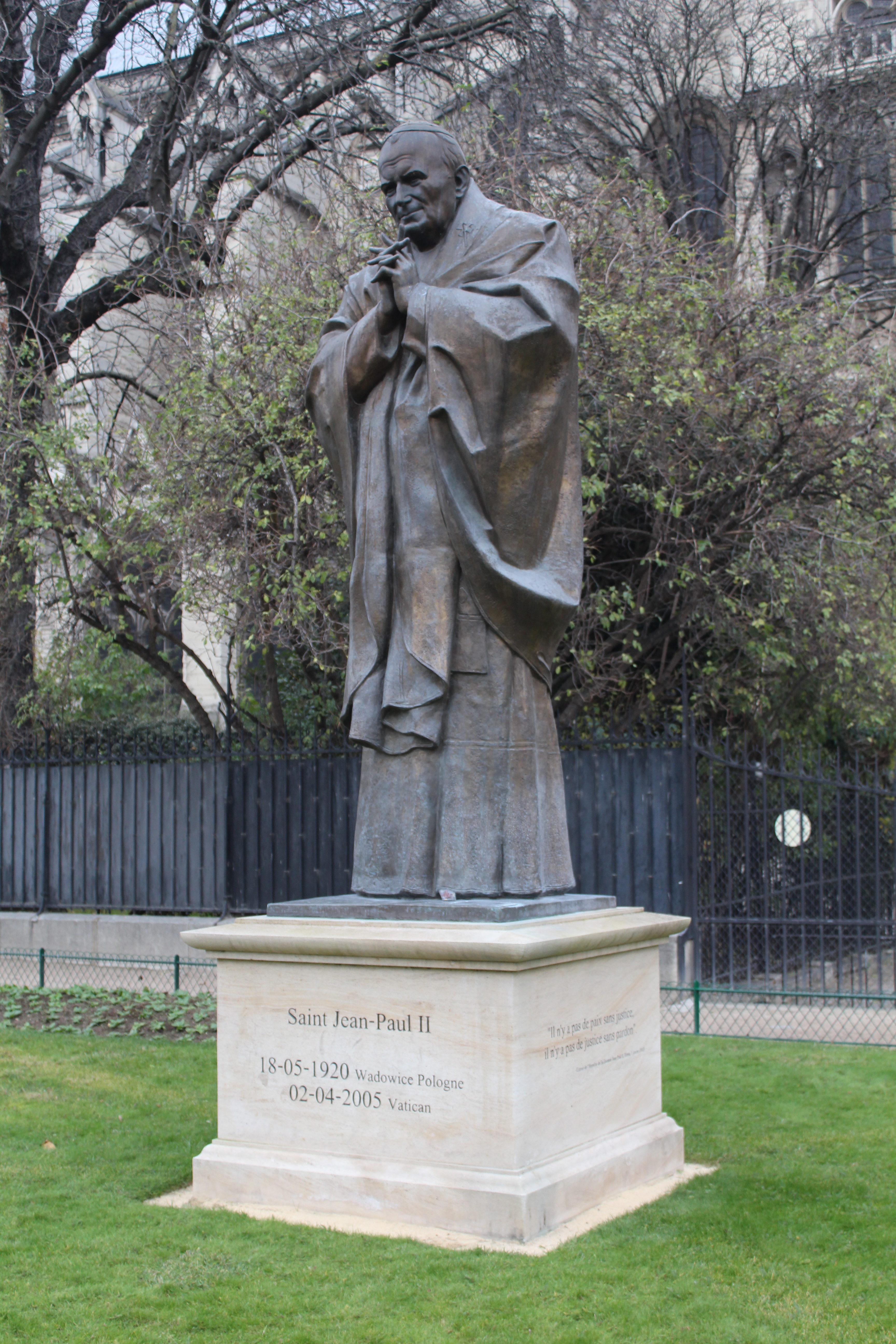
Paus Johannes Paulus II in Bretagne

In 2006 gaf de burgemeester van Ploërmel, een stadje in de Franse landstreek Bretagne, Tsereteli opdracht voor een tien meter hoog standbeeld van paus Johannes Paulus II. Ook werd de beeldhouwer tot ereburger van Ploërmel benoemd. Op 10 december 2006 werd het monument onthuld. Het beeld, waarvan een groot kruis deel uitmaakte, wekte weerstand op bij een deel van de plaatselijke bevolking. Men wilde dat ten minste het grote kruis achter het beeld van de paus verwijderd werd. De oppositie baseerde zich op de Franse wet van 9 december 1905 ter bescherming van de scheiding van kerk en staat. Deze verbiedt de aanwezigheid van religieuze symbolen in openbare gebouwen en de openbare ruimte. Na enkele rechtszaken moest het monument verdwijnen. Het werd verplaatst naar een particulier terrein van de Rooms-Katholieke Kerk, waar het op 11 juni 2018 opnieuw werd onthuld.